# Иверсен, Эгиль
Эгиль Иверсен (норв. Egil Iversen) — норвежский ориентировщик, призёр чемпионата мира по спортивному ориентированию 1985 года на индивидуальной дистанции.
На 11-м чемпионате мира, который впервые проходил в Австралии, Эгиль Иверсен занял третье место на индивидуальной дистанции, проиграв около 40 секунд серебряному призёру, своему соотечественнику Туре Сагвольдену. Несмотря на медаль на индивидуальной дистанции, Эгиль не был в составе эстафетной команды.

## Национальный чемпионат
Эгиль неоднократно (с 1982 по 1985 год) становился чемпионом Норвегии в эстафете в составе клуба IF Sturla, а в 1982 году выиграл индивидуальную дистанцию.